# TNT N.V.

Siglă TNT

TNT N.V. este o companie multinațională de curierat rapid și logistică care deservește peste 200 de țări. Compania are o istorie de peste 60 de ani. În 1946 australianul Ken Thomas fondează compania Thomas Nationwide Transport (TNT), începând activitatea cu un singur camion. 15 ani mai târziu, TNT Ltd devine companie publică, fiind listată la Bursa din Sydney, iar la 50 de ani de la înființare compania a devenit organizație globală cu propria flotă de avioane.
În România, TNT este prezent pe piață încă din 1999, fiind singura companie de curierat rapid ce dispune de 3 porți aeriene (București, Timișoara, Cluj-Napoca). Principalul concurent al companiei este compania DHL.
Număr de angajați în 2008: 161.500
Cifra de afaceri în 2007: 11 miliarde Euro.